# Episodi di Crisis in Six Scenes
La prima ed unica stagione della serie televisiva Crisis in Six Scenes è composta da sei episodi ed è stata distribuita da Amazon il 30 settembre 2016.
| n | Titolo originale | Prima TV USA      | Prima TV Italia   |
| - | ---------------- | ----------------- | ----------------- |
| 1 | Episode 1        | 30 settembre 2016 | 30 settembre 2016 |
| 2 | Episode 2        | 30 settembre 2016 | 30 settembre 2016 |
| 3 | Episode 3        | 30 settembre 2016 | 30 settembre 2016 |
| 4 | Episode 4        | 30 settembre 2016 | 30 settembre 2016 |
| 5 | Episode 5        | 30 settembre 2016 | 30 settembre 2016 |
| 6 | Episode 6        | 30 settembre 2016 | 30 settembre 2016 |

## Episodio 1
- Titolo originale: Episode 1
- Diretto da: Woody Allen
- Scritto da: Woody Allen
- Guest stars: John Magaro (Alan Brockman); Rachel Brosnahan (Ellie); Becky Ann Baker (Lee); Lewis Black (Al); Max Casella (Barbiere); Joy Behar (Ann); Mary Boyer (Linda); Marylouise Burke (Lucy); Julie Halston (Roz); Sondra James (Rita)
- Assenti: Miley Cyrus (Lennie Dale)

## Episodio 2
- Titolo originale: Episode 2
- Diretto da: Woody Allen
- Scritto da: Woody Allen
- Guest stars: Sebastian Tillinger (Ron); David Harbour (Vic)

## Episodio 3
- Titolo originale: Episode 3
- Diretto da: Woody Allen
- Scritto da: Woody Allen
- Guest stars: John Magaro (Alan Brockman); Bobby Slayton (Mel); Eileen Kearney (Cameriera)

## Episodio 4
- Titolo originale: Episode 4
- Diretto da: Woody Allen
- Scritto da: Woody Allen
- Guest stars: John Magaro (Alan Brockman); Rachel Brosnahan (Ellie); Joy Behar (Ann); Mary Boyer (Linda); Marylouise Burke (Lucy); Margaret Goodman (Helen); Sondra Jones (Rita)

## Episodio 5
- Titolo originale: Episode 5
- Diretto da: Woody Allen
- Scritto da: Woody Allen
- Guest stars: John Magaro (Alan Brockman); Nina Arianda (Lorna); Danny Mastrogiorgio (Cop); Gad Elmaleh (Moe); Rick Younger (Joe); Larry Bryggman (Dottore)

## Episodio 6
- Titolo originale: Episode 6
- Diretto da: Woody Allen
- Scritto da: Woody Allen
- Guest stars: John Magaro (Alan Brockman); Rachel Brosnahan (Ellie); Christine Ebersole (Eve); Becky Ann Baker (Lee); Lewis Black (Al); Deborah Rush (Judy); Joy Behar (Ann); Boris McGiver (Sy); Tom Kemp (Lou); Mary Boyer (Linda); Marylouise Burke (Lucy)